# Ruedi Heim
Ruedi Heim (* 25. Dezember 1967 in Oberwil, Kanton Thurgau) ist ein Schweizer römisch-katholischer Geistlicher und Theologe. Er ist Domherr in Bern.

## Leben
Ruedi Heim, ältestes von drei Geschwistern, studierte nach seiner Matura in Frauenfeld zunächst zwei Jahre Medizin, wechselte dann zum Studium der Theologie und Philosophie an die Universität Freiburg. Von 1992 bis 1998 studierte er an der Päpstlichen Universität Gregoriana in Rom, wo er am 10. Oktober 1997 die Priesterweihe empfing. Er war als Vikar und als Pfarrer, unter anderem in Menzingen (1990/92), tätig.
Zum 1. Juli 2004 wurde Heim von Bischof Kurt Koch zum Bischofsvikar im Bistum Basel bestellt und war von Amts wegen Vertreter des Bischofs von Basel. Als Regionalverantwortlicher war er für die Bistumsregion St. Viktor zuständig, der die Bistumskantone Luzern, Schaffhausen, Thurgau und Zug mit den Dekanaten Arbon, Bischofszell, Entlebuch, Fischingen, Frauenfeld-Steckborn, Hochdorf, Luzern-Habsburg, Luzern-Pilatus, Luzern-Stadt, Schaffhausen, Sursee, Willisau und Zug angehören. 2009 und 2014 wurde er für jeweils eine fünfjährige Amtszeit im Amt bestätigt.
Nach seiner dritten Amtsperiode wurde Heim am 1. März 2018 Co-Dekan und Leitender Priester der fünf Pastoralräume in der Region Bern und Pfarrer der beiden Pfarreien St. Antonius Bümpliz und St. Mauritius Bethlehem.
Durch das Domkapitel des Bistums Basel wurde er zum nichtresidierenden Berner Domherren gewählt; er trat am 1. Januar 2021 das Amt an.
Ruedi Heim engagiert sich für zahlreiche Sozialprojekte im Heiligen Land (Israel, Palästina (Gazastreifen/Westjordanland), Jordanien). 2015 wurde er von Kardinal-Großmeister Edwin Frederick Kardinal O’Brien zum Großoffizier des Ritterordens vom Heiligen Grab zu Jerusalem ernannt und am 8. November 2015 im Chorherrenstift St. Michael Beromünster durch Weihbischof Martin Gächter, Prior der Deutschschweizer Sektion der Schweizer Statthalterei, in den Päpstlichen Laienorden investiert. Er ist seit 2018 Prior der Komturei "Waldstätte".
Er ist Mitglied der Mittelschulverbindung KTV Concordia sowie der Studentenverbindungen AKV Alemannia, der GV Surlacia (Sursee) und der A.V. Helvetia Romana (Rom) im Schw. StV.